# Església de Sant Esteve (Venècia)
L'Església de Sant Esteve (en italià Chiesa di Santo Stefano) és un gran edifici religiós de Venècia (Itàlia), a l'extrem septentrional de Campo Santo Stefano al sestiere de San Marco, no gaire lluny del Pont de l'Acadèmia.

## Història
Fou fundada el segle xiii, reconstruïda al xiv i alterada de nou a començaments del segle xv, quan s'hi afegí una fina entrada gòtica i un sostre en forma de quilla. L'alt interior és també gòtic i té tres absis. Fou sovint escenari d'episodis de violència, i àdhuc d'homicidis, motiu pel qual al llarg dels segles fou consagrada fins a sis cops.
Sant Esteve és l'església d'una de les parròquies del Vicariat de San Marco-Castello. Les altres esglésies de la parròquia són San Samuele, San Maurizio, San Vidal i l'oratori de San Angelo degli Zoppi.

## Arquitectura
L'imponent portal gòtic flamíger de l'església és obra de Bartolomeo Bon. El sostre presenta una estructura en forma de quilla de nau, recorregut per tirants tallats i columnes de marbre de Verona.
Un cas gairebé únic a la ciutat, l'absis de l'església és també un pont per sota del qual corre un riu navegable. El campanar, molt alt, de planta romànica amb cel·la de tres arcs i rematat per un tambor octogonal, està caracteritzat per una accentuada inclinació.

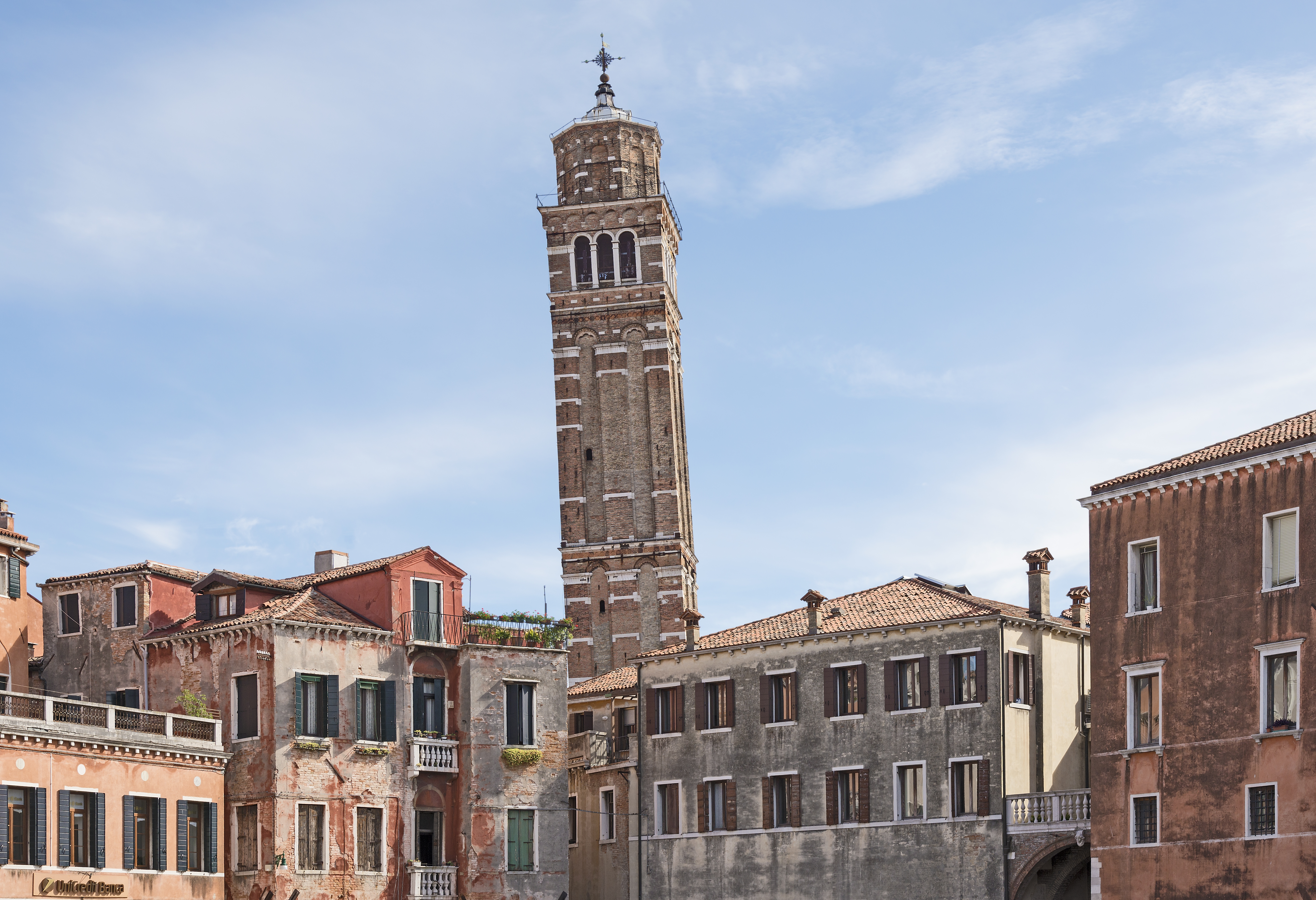
El campanar inclinat vist des del campo de Sant'Angelo.
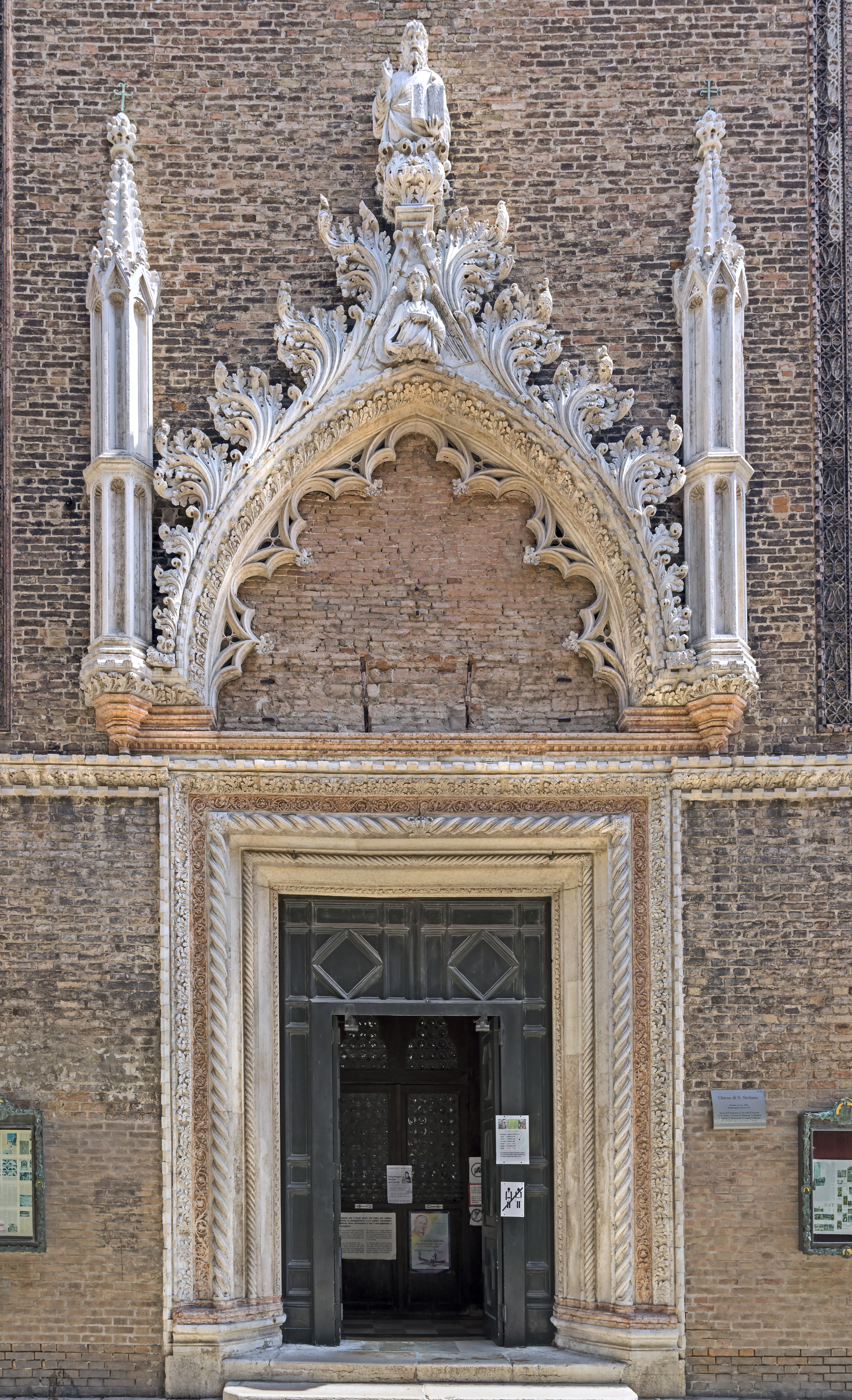
Portal gòtic flamíger de l'església, del 1442, atribuït a la bodega de Bartolomeo Bon.
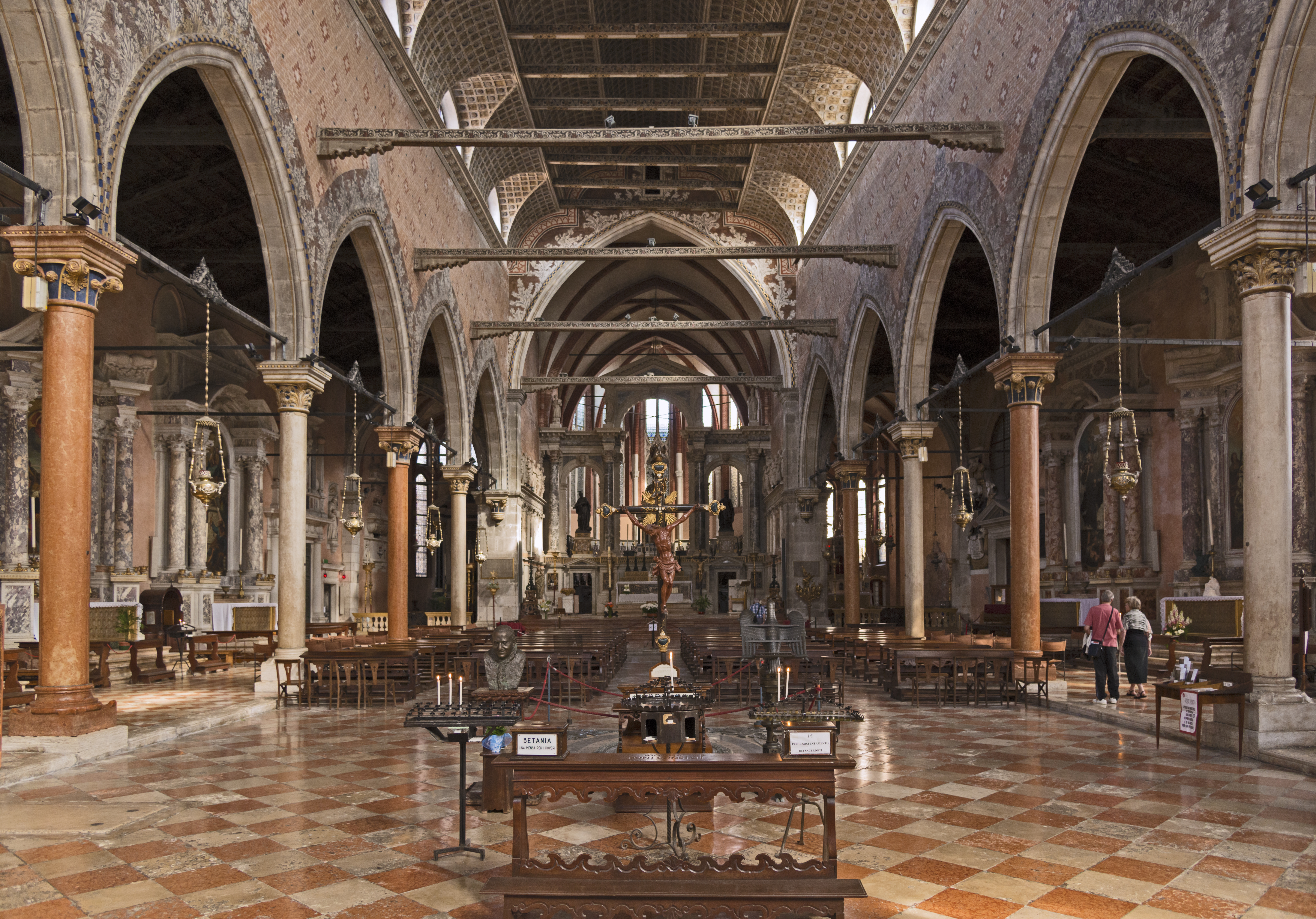
Interior de l'església.